# Alexandra Saljubowskaja
Alexandra Saljubowskaja (kasachisch Александра Салюбовский; * 27. September 2002) ist eine kasachische Sprinterin, die sich auf die 400-Meter-Distanz spezialisiert hat. 2023 wurde sie Hallenasienmeisterin in der 4-mal-400-Meter-Staffel.

## Sportliche Laufbahn
Erste Erfahrungen bei internationalen Meisterschaften sammelte Alexandra Saljubowskaja im Jahr 2018, als sie bei den Juniorenasienmeisterschaften in Gifu in 56,39 s den siebten Platz im 400-Meter-Lauf belegte und mit der kasachischen 4-mal-400-Meter-Staffel mit 3:51,57 min auf Rang fünf gelangte. Anschließend startete sie bei den Olympischen Jugendspielen in Buenos Aires und gelangte dort auf Rang 16. Im Jahr darauf gewann sie bei den Jugendasienmeisterschaften in Hongkong in 56,25 s die Bronzemedaille über 400 Meter und auch mit der Sprintstaffel (1000 Meter) sicherte sie sich in 2:13,79 min die Bronzemedaille. 2022 startete sie bei den Islamic Solidarity Games in Konya und klassierte sich dort mit 58,17 s auf dem sechsten Platz über 400 Meter. Im Jahr darauf belegte sie bei den Hallenasienmeisterschaften in Astana in 55,43 s den vierten Platz und siegte mit der 4-mal-400-Meter-Staffel in 3:44,21 min gemeinsam mit Adelina Achmetowa, Kristina Korjagina und Elina Michina. Im Juli belegte sie bei den Asienmeisterschaften in Bangkok in 54,54 s den sechsten Platz im Einzelbewerb und gelangte mit der Mixed-Staffel mit 3:27,84 min auf Rang sieben. Im August schied sie bei den World University Games in Chengdu mit 25,27 s im Vorlauf über 200 Meter aus und Ende September verpasste sie bei den Asienspielen in Hangzhou mit 55,39 s den Finaleinzug über 400 Meter. Zudem gewann sie mit der Mixed-Staffel in 3:24,85 min gemeinsam mit Jefim Tarassow, Adelina Sems und Dmitri Koblow die Bronzemedaille hinter den Teams aus Bahrain und Indien. 2025 verpasste sie bei den Asienmeisterschaften in Gumi mit 53,96 s den Finaleinzug über 400 Meter und belegte sowohl mit der Frauenstaffel als auch mit der Mixed-Staffel den vierten Platz. Anschließend schied sie bei den World University Games in Bochum mit 24,92 s und 53,15 s jeweils im Halbfinale über 200 und 400 Meter aus.
In den Jahren von 2021 bis 2025 wurde Saljubowskaja kasachische Meisterin im 400-Meter-Lauf im Freien sowie 2023 und 2025 in der Halle. 2019 und 2023 wurde sie zudem Hallenmeisterin in der 4-mal-200-Meter-Staffel.

## Persönliche Bestzeiten
- 200 Meter: 23,61 s (+0,9 m/s), 21. Juni 2025 in Taschkent
- 400 Meter: 52,87 s, 22. Juni 2025 in Taschkent
  - 400 Meter (Halle): 53,98 s, 18. Januar 2025 in Astana